# The Only Difference Between Martyrdom and Suicide Is Press Coverage
"The Only Difference Between Martyrdom and Suicide Is Press Coverage", rút ngắn "The Only Difference" cho đài phát thanh và vì để cho thuận tiện, là một đĩa đơn của ban nhạc Panic! at the Disco, trích từ album đầu tay A Fever You Can't Sweat Out (2005). Nó đạt được một số thành công thương mại sau đó đạt vị trí # 77 trên bảng xếp hạng Billboard Hot 100 của Mỹ. Không có video âm nhạc được thực hiện cho nó.
Cũng giống như nhiều nhan đề bài hát của Panic! at the Disco trong A Fever You Can't Sweat Out, nhan đề của ca khúc này được diễn giải từ cuốn tiểu thuyết sinh tồn của tác giả Chuck Palahniuk.

## Danh sách bài hát
| Tải nhạc số | Tải nhạc số                                                           | Tải nhạc số |
| STT         | Nhan đề                                                               | Thời lượng  |
| ----------- | --------------------------------------------------------------------- | ----------- |
| 1.          | "The Only Difference Between Martyrdom and Suicide Is Press Coverage" |             |

| Đĩa đơn CD quảng bá tại Mỹ | Đĩa đơn CD quảng bá tại Mỹ                                            | Đĩa đơn CD quảng bá tại Mỹ |
| STT                        | Nhan đề                                                               | Thời lượng                 |
| -------------------------- | --------------------------------------------------------------------- | -------------------------- |
| 1.                         | "The Only Difference Between Martyrdom and Suicide Is Press Coverage" |                            |

## Bảng xếp hạng
| Bảng xếp hạng (2006)             | Vị trí cao nhất |
| -------------------------------- | --------------- |
| U.S. Billboard Billboard Hot 100 | 77              |
| U.S. Billboard Pop Songs         | 38              |
| U.S. Billboard Alternative Songs | 5               |